# Gedeckte Kaufoption

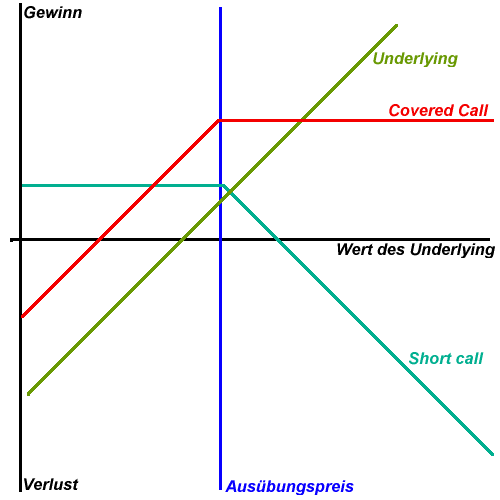
Auszahlungsdiagramm zu einem Covered Call.

Eine gedeckte Kaufoption (englisch: Covered Call) ist eine Optionsstrategie, mit der zusätzliche Erträge in einem Portfolio aus Basiswerten generiert werden können. Dabei werden Wertpapiere mit verkauften Kauf-Optionen kombiniert. Gelegentlich wird für diese Variante auch der Name Buy-Write-Strategie verwendet.

## Sauberer Covered Call
Bei einem standardmäßigen Covered Call erwirbt man einen Basiswert oder hält diesen im Depot während gleichzeitig eine Kaufoption auf das Underlying verkauft wird. Dadurch ist die offene Position im Call und dessen Lieferverpflichtung durch den Basiswert „gedeckt“.
Der Ertrag der Strategie stammt allein aus dem Verkauf der Option und entspricht somit der vereinnahmten Prämie. Dafür darf der Basiswert zum Ausübungsdatum nicht unter den Ausübungspreis der Kaufoption abzüglich dessen Wert zum Zeitpunkt des Verkaufs fallen (Break-Even-Kurs). Aus diesem Grund bildet man Covered Calls eher dann, wenn man von einem etwa unveränderten Kurs zum Ende der Laufzeit ausgeht, d. h. nur leicht steigender, stagnierender oder leicht fallender Kurs des Basiswerts.

Der Covered Call hat ein asymmetrisches Auszahlungsprofil: Gewinne sind grundsätzlich auf den Ausübungspreis des Calls beschränkt, wohingegen Kursverluste im Basiswert, ab dem Break-Even-Kurs, in voller Höhe mitgetragen werden. In stark steigenden Märkten können mit dem Covered Call hohe Schäden in Form von Opportunitätskosten entstehen.

Grundlegende Funktionsweise eines Covered Calls.

## Unsauberer Covered Call
Bei einer unsauberen Konstruktion eines Covered Call ist die Eventualverbindlichkeit des Calls nur teilweise mit dem Underlying gedeckt. Das Risiko von steigenden Kursen des Underlyings kann daher theoretisch zu unbegrenzten Verlusten führen, wenngleich die Verluste durch die Teildeckung gemildert werden.

## Finanzproduktfamilie
Zertifikate, die eine Covered-Call-Strategie implementieren, heißen im Bankenumfeld Discountzertifikat.
Eine gegensätzliche und konservativere Strategie, um Risiken von Underlyings zu begrenzen, ist die Protective-Put-Strategie.